# Sàtir III
Sàtir III (en llatí Satyrus, en grec antic Σάτυρος) fou un rei del Bòsfor.
El menciona Poliè sense donar cap data. Cal situar-lo a la primera meitat del segle iii aC. Va fer unes guerres infructuoses contra la reina Tirgatao dels ixomates en la que no va tenir èxit. La derrota el va afectar i va morir de pena, deixant el tron al seu fill Gorgip, que podria ser el mateix que Parisades II. Aquesta època del regne és gairebé desconeguda.